# Liste d'élections en 1851
Chronologie des élections
- 1847
- 1848
- 1849
- 1850
- 1851
- 1852
- 1853
- 1854
- 1855

Cet article recense les élections organisées durant l'année 1851.

## Élections nationales en 1851
Cette section concerne les élections législatives et présidentielles dans un état souverain, éventuellement fédéral, ainsi que leurs principaux référendums.
| Date                          | État       | Élection ou référendum                    | Contexte | Résultat |
| ----------------------------- | ---------- | ----------------------------------------- | --- | --- |
| 5 août 1850 - 4 novembre 1851 | États-Unis | Législatives (chambre (en) et sénat (en)) | | Cette section est vide, insuffisamment détaillée ou incomplète. Votre aide est la bienvenue ! Comment faire ? |
| 1851                          | Pérou      | Présidentielle (es)                       | | Cette section est vide, insuffisamment détaillée ou incomplète. Votre aide est la bienvenue ! Comment faire ? |
| 26 février                    | Équateur   | Présidentielle (es)                       | | Cette section est vide, insuffisamment détaillée ou incomplète. Votre aide est la bienvenue ! Comment faire ? |
| mai                           | Liberia    | Présidentielle                            | Le président en exercice, Joseph Jenkins Roberts est seul candidat | Réélu. |
| 10 mai                        | Espagne    | Générales                                 | | Cette section est vide, insuffisamment détaillée ou incomplète. Votre aide est la bienvenue ! Comment faire ? |
| 10 juin                       | Luxembourg | Législatives                              | | Cette section est vide, insuffisamment détaillée ou incomplète. Votre aide est la bienvenue ! Comment faire ? |
| 18 juin                       | Reuss b.c. | Législatives                              | | Premier parlement constitutionnel, de 1851 à 1853 (de)                                                        |
| 25 - 26 juin                  | Chili      | Présidentielle (es)                       | L'ordre conservateur est contesté par les idées libérales. Les libéraux réclament l'interdiction de la réélection du président, la décentralisation administrative, l'extension du droit de vote et l'abolition de tous les privilèges. Ils sont divisés entre un parti libéral lié à l'oligarchie, et un parti radical appuyé par les classes moyennes.Le président Manuel Bulnes ne se représente pas[réf. nécessaire]. | Manuel Montt, élu président, dirige le pays en despote éclairé, à l'écart des libéraux et des conservateurs.. |
| 27 septembre                  | Belgique   | Législatives (nl)                         | | Cette section est vide, insuffisamment détaillée ou incomplète. Votre aide est la bienvenue ! Comment faire ? |
| 26 octobre                    | Suisse     | Fédérales                                 | | Cette section est vide, insuffisamment détaillée ou incomplète. Votre aide est la bienvenue ! Comment faire ? |
| 2 - 16 novembre               | Portugal   | Législatives (en)                         | | Cette section est vide, insuffisamment détaillée ou incomplète. Votre aide est la bienvenue ! Comment faire ? |
| 20 - 21 décembre              | France     | Plébiscite                                | | Cette section est vide, insuffisamment détaillée ou incomplète. Votre aide est la bienvenue ! Comment faire ? |

## Élections en subdivisions nationales en 1851
Cette section concerne les élections législatives dans un État fédéré, une subdivision territoriale ou une colonie d'un État souverain, ainsi que leurs principaux référendums.
| Date       | Subdivision           | État               | Élection ou référendum | Contexte | Résultat |
| ---------- | --------------------- | ------------------ | ---------------------- | -------- | --- |
| 21 février | Australie-Méridionale | Empire britannique | Coloniales (en)        |          | Cette section est vide, insuffisamment détaillée ou incomplète. Votre aide est la bienvenue ! Comment faire ? |